# Бенстоніт
Бенстоніт (рос. бенстонит; англ. benstonite; нім. Benstonit m) — мінерал, карбонат кальцію, магнію та барію.

## Загальний опис
Хімічна формула: 3[(Ca, Mg, Mn)7(Ba, Sr)6(CO3)13].
Сингонія тригональна.
Ромбоедричні кристали незмінені або у зростках, масивні агрегати.
Твердість 3-4.
Густина 3,6-3,65.
Блиск скляний.
Колір білий, світло-жовтий, коричневий.
Флуоресціює жовтим або червоним.
Жильний мінерал, зустрічається разом з кальцитом.